# Molnár István (koreográfus)

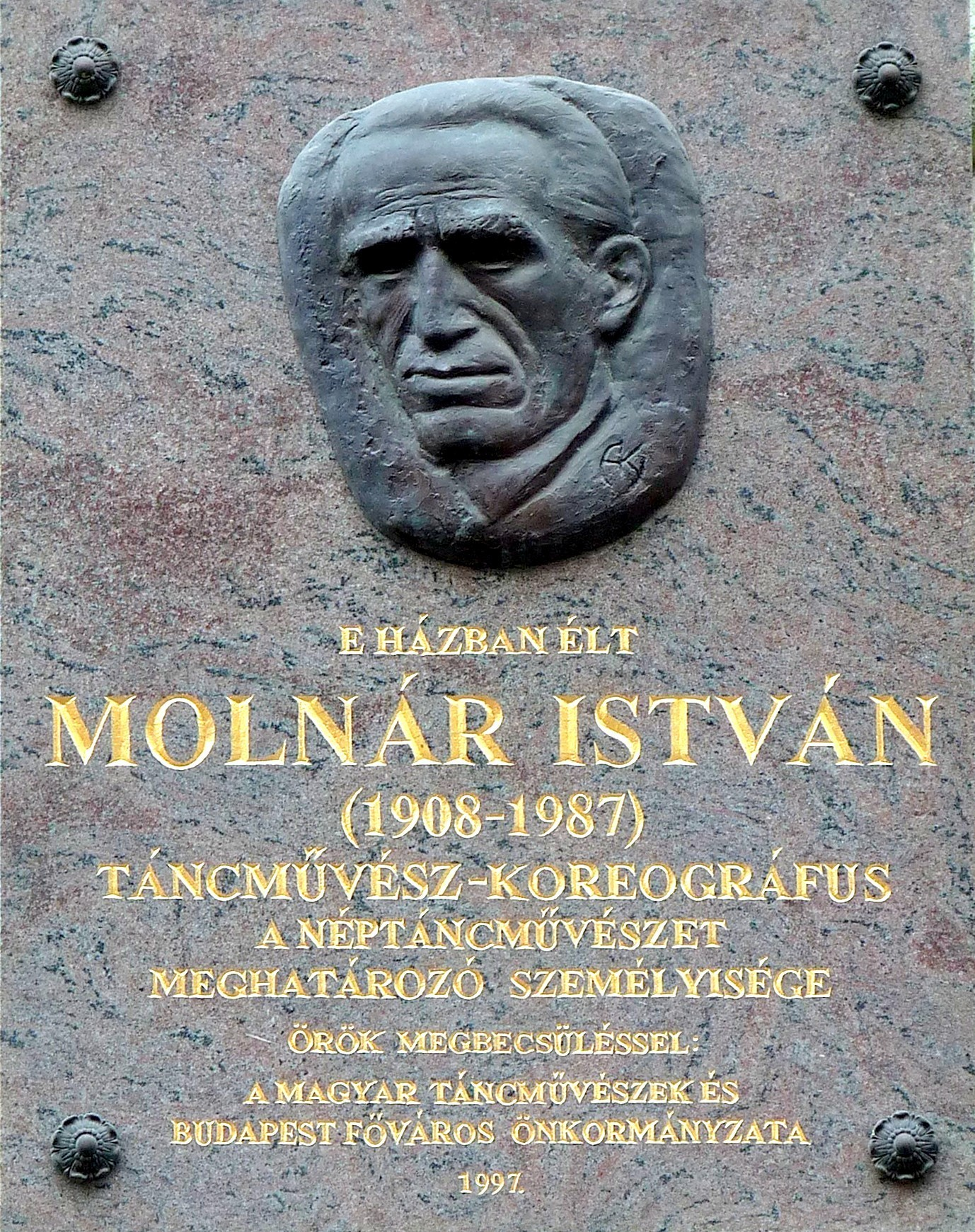
Molnár István emléktáblája egykori lakhelyén (VII. ker., Marek József utca 18)

Molnár István (Kolozsvár, 1908. szeptember 17. – Budapest, 1987. június 2.) posztumusz Kossuth-díjas magyar koreográfus, táncművész, néptánckutató.

## Életpályája
Bukarestben végzett a Testnevelési Főiskolán. 1936-ban tornászként vett részt a berlini olimpián, román sportolóként. Kolozsvárott, Budapesten és Erfurtban folytatott táncművészeti tanulmányokat. 1939 januárjában mint expresszionista táncos mutatkozott be Párizsban az Archives Internationales de la Danse-ban. Budapesten 1940-ben az Orkesztikai Játékszínben lépett fel. Megalakította a Magyar Művészeti Tánccsoportot, amelynek egy éven át volt vezetője. A második világháború alatt koreográfusként dolgozott, s ebben az időben kezdett el néptánckutatással foglalkozni. 1941 és 1944 között Erdélyben és Magyarországon gyűjtött néptáncokat, amiket filmszalagra rögzített.
| Molnár István székely táncot jár (kb. 1942) |

Az 1940-es évek első felében néptáncot tanított a KALOT népfőiskoláin, valamint Budapesten a Szent Imre Kollégiumban és a Parasztszövetségben is. 1946-tól már kizárólag néptáncosként lépett fel. 1946 és 1949 között a Csokonai együttes és a Ruggyantaárugyár táncegyüttesének volt a vezetője. Molnár-technika néven dolgozta ki saját táncosképző rendszerét. 1947-ben jelent meg könyve Magyar tánchagyományok címmel. 1949-ben azonban visszavonulni kényszerült, mivel nemkívánatosnak minősítették. 1951-ben rehabilitálták, a SZOT Művészegyüttesének művészeti vezetője lett. 1955-től 1956-ig a Honvéd Művészegyüttes koreográfusa volt. 1956-tól 1971-ig volt a Budapest Táncegyüttes művészeti vezetője és koreográfusa. 1971-ben vonult nyugdíjba. XX. századi sámán - Molnár István táncművész, koreográfus címmel dokumentumfilm készült munkásságáról 2000-ben.

## Koreográfiái
- Kónyi verbunk
- Huszár verbunk
- Dobozi csárdás
- Szerelmi tánc
- Magyar képeskönyv
- Allegro barbaro
- Marosszéki táncok
- Magyar Képek

## Díjai
- Érdemes művész (1954)
- Munka Érdemrend arany fokozata (1968)
- Kiváló művész (1980)
- Kossuth-díj (1990) – posztumusz
- A Magyar Kultúra Lovagja (2009) - posztumusz

## Művei
- Magyar tánchagyományok (1947)